# Eremulus serratus
Eremulus serratus är en kvalsterart som beskrevs av Hammer 1966. Eremulus serratus ingår i släktet Eremulus och familjen Eremulidae. Inga underarter finns listade i Catalogue of Life.